# Gélise
La Gélise est une  rivière du Sud-Ouest de la France, affluent gauche de la Baïse donc un sous-affluent de la Garonne. Elle est un site du Natura 2000 (SIC/pSIC).

## Étymologie
Le nom de la Gélise est basé sur une racine aquitanique Jel signalant des cours d'eau.

## Géographie
De 92 km de longueur, la Gélise prend sa source dans le Gers à Cahuzères au nord de Lupiac, puis s'écoule vers le nord-ouest en direction d'Eauze. Elle draine le Gabardan autour de Castelnau-d'Auzan puis bifurque vers le nord-est où elle constitue une frontière naturelle entre la forêt des Landes de Gascogne et les coteaux de la Ténarèze et du Pays d'Albret.
Elle se jette dans la Baïse juste après son passage au pied du moulin fortifié de Barbaste en Lot-et-Garonne.

### Départements et communes traversés
- Gers : Lupiac, Castillon-Debats, Dému, Bascous, Noulens, Ramouzens, Eauze, Castelnau d'Auzan Labarrère
- Landes : Parleboscq, Escalans
- Lot-et-Garonne : Saint-Pé-Saint-Simon, Sainte-Maure-de-Peyriac, Sos, Poudenas, Mézin, Réaup-Lisse, Andiran, Nérac, Barbaste, Lavardac

## Principaux affluents
- (G) le Tuzon : 9,9 km à Éauze, en provenance de Espas.
- (G) le Rimbez : 16,4 km à Castelnau-d'Auzan, en provenance de Losse.
- (D) l'Izaute : 37,5 km à Castelnau-d'Auzan, en provenance de Dému.
- (G) la Gueyze : 17,7 km à Sos, en provenance d'Arx.
- (D) l'Auzoue : 74,1 km à Mézin, en provenance d'Armous-et-Cau.
- (G) le ruisseau de Cieuse : 9,6 km à hauteur de Mézin à Réaup-Lisse, en provenance de Sos.
- (D) l'Osse : 120,3 km à hauteur de Nérac, en provenance du plateau de Lannemezan au sud de Miélan.

## Hydrologie

### La Gélise à Mézin
La Gélise a été observée à la station O6793310 la Gélise à Mézin

## Aménagements et écologie
La Gélise est un site Natura 2000